# Fabrizio Romano
Fabrizio Romano (Palermo, 25 marzo 1974) è un attore di teatro, cinema e televisione italiano.

## Biografia
Dopo il diploma di maturità classica a Palermo, si trasferisce a Roma, dove si diploma presso l'Accademia nazionale d'arte drammatica. Esordisce nel 2000 con Cyrano de Bergerac, con la regia di Giuseppe Patroni Griffi.
Dal 2002 al 2004 lavora presso il Teatro Biondo di Palermo portando in scena diversi spettacoli, tra cui Serata Campanile, con la regia di Pippo Spicuzza, successivamente ripreso da Pietro Carriglio. Nel 2005 recita in Pierino e il lupo, con Ficarra e Picone e la regia di Alfio Scuderi. Nel 2007 recita nello spettacolo Caligola Night Live di e con Claudio Gioè.
Debutta sul grande schermo nel 2003 con Perdutoamor, diretto da Franco Battiato, nel 2007 fa parte del cast di Colpo d'occhio, per la regia di Sergio Rubini, con Riccardo Scamarcio e Vittoria Puccini. Nel 2008 interpreta la parte di Onofrio Pace nel colossal Baarìa, del premio Oscar Giuseppe Tornatore.

## Filmografia

### Cinema
- Perdutoamor, regia di Franco Battiato (2003)
- Colpo d'occhio, regia di Sergio Rubini (2007)
- Baarìa, regia di Giuseppe Tornatore (2009)
- Anche se è amore non si vede, regia di Ficarra e Picone (2011)
- Tutto tutto niente niente, regia di Giulio Manfredonia (2012)
- Il giovane Montalbano, regia di Gianluca Maria Tavarelli (2012)
- Il natale di una mamma imperfetta, regia di Ivan Cotroneo (2013)
- Il bambino di vetro, regia di Federico Cruciani (2015)
- Paolo Borsellino. Adesso tocca a me, regia di Francesco Miccichè (2017)
- Il traditore, regia di Marco Bellocchio (2019)
- L'immensità, regia di Emanuele Crialese (2022)

### Televisione
- Mio figlio, regia di Luciano Odorisio – miniserie TV (2005)
- Distretto di Polizia – serie TV, episodi 7x09-10x23-10x26 (2007-2010)
- R.I.S. - Delitti imperfetti – serie TV, episodio 4x06 (2008)
- Squadra antimafia - Palermo oggi 2 – serie TV, 5 episodi (2010)
- I soliti idioti, regia di Francesco Mandelli – sitcom, 1 episodio (2011)
- Il tredicesimo apostolo – serie TV (2012)
- Una mamma imperfetta – serie TV, 2 episodi (2013)
- Paolo Borsellino - Adesso tocca a me, regia di Francesco Miccichè – docufilm (2017)
- Liberi sognatori - Mario Francese, regia di Michele Alhaique – film TV (2018)
- Il cacciatore – serie TV, 2 episodi (2018)
- Il commissario Montalbano – serie TV, episodio Un diario del '43 (2019)